# Дружный (Пензенская область)
Дру́жный — посёлок в Башмаковском районе Пензенской области России. Входит в состав Высокинского сельсовета. Основан в 1972 году.

## География
Посёлок находится на расстоянии 20 км (по прямой) к юго-западу от посёлка городского типа Башмаково, административного центра района. 

## Население
| 1979 | 1989 | 1996 | 2002 | 2010 |
| ---- | ---- | ---- | ---- | ---- |
| 340  | ↗477 | ↗543 | ↗643 | ↘591 |

## Улицы
- ул. Молодёжная,
- ул. Новая,
- ул. Юбилейная.